# 北极气候
北极气候（英语：Climate of the Arctic）的特点是冬季寒冷漫长，夏季短暂而凉爽。北极不同地区的气候变化多样，但冬夏二季都会经历极端的日照变化。部分地区终年被冰雪覆盖（海冰、冰川或积雪），此外绝大部分地区每年中的大部分时间地表都有冰雪。北极各地区一月份的平均气温在-40℃至0℃之间，冬季大部分地区的最低气温可低至-50℃以下。七月份的平均气温在-10℃至10℃之间，某些地区夏季最高温度可达30℃以上。
北极地区中部是北冰洋，四周环绕着欧、亚、美洲大陆。因此，北极地区的气候因海洋水体而变得较为温和。北极地区的海水温度基本维持在-2℃以上。正因为有这样相对温暖的海水，在冬季，尽管水面上漂浮着巨大的冰盖，北极仍旧不是北半球最寒冷的地区，而且明显比南极更“温暖”。而在夏季，冰凉的海水也使北冰洋沿岸地区的气温较低。

北极地区地图。红线是七月10℃等温线，常用来定义北极地区的范围。白色地区是依据1975年观测的平均冰雪最小覆盖地区[https://web.archive.org/web/20070613024704/https://www.cia.gov/library/publications/the-world-factbook/reference_maps/pdf/arctic.pdf CIA World Factbook

## 北极地区
北极地区有多种定义。通常认为的北极地区为北极圈（66°34'N）以北地区，以极昼和极夜为特点。文化意义上的北极地区则更为广阔，包括了北极原住民的活动范围。此外，北极地区在社会学和政治学上的定义是八个北极国家的北方领土，甚至包括地理上属于亚北极地区的芬兰的拉普蘭省。从气候和生态学角度出发，北极地区一般有两个定义。第一个定义为七月平均10℃等温线以北地区（或者七月的月平均气温不超过10℃的地区），第二个定义是北极树木线以北地区。这两个定义下的北极地区范围大致重合。
气候学的定义下，北极地区可以划分为四个部分：
- 北极盆地：北冰洋中平均最小冰雪覆盖区域；
- 北极群岛：包括北美洲一侧除格陵兰岛以外的大小群岛，以及它们之间的水体。
- 格陵兰岛：格陵兰岛冰盖覆盖的地区和无常年冰的沿岸地区气候特征并不相同，但仍归为同一个地区。
- 北极水域中夏季末不被海冰覆盖的区域，包括哈德逊湾、巴芬湾、昂加瓦湾，戴维斯海峡、哈德逊海峡、丹麦海峡，拉布拉多海、挪威海、格陵兰海、巴伦支海、波罗的海、拉普捷夫海、喀拉海、楚科奇海以及鄂霍次克海，有时也包括波弗特海与白令海

从北部沿岸起向内陆，北冰洋的海洋性温和效应影响逐渐减弱。至多500千米之后，就从北极极地气候转变为副北极气候。

## 北极气候观测历史
北极地区人口稀少，文明进展缓慢，本地居民并没有观测与记录气候数据的条件。欧洲文明对北极地区的探索直到十九世纪才取得足够进展，但即便是仅仅在俄罗斯境内的泰梅尔半岛附近的北地群岛，也直到公元1913年才被发现，二十世纪三十年代後才被记录到地图中。因此，北极地区气候观测的历史远远短于中低纬度的地区。

### 欧洲的早期北极探险
欧洲各国的北极探险始于十六世纪後。马可·波罗的游记和新大陆的发现使欧洲各国燃起了对神秘而遍地财富的东方的巨大憧憬。然而，南方的海上航线被西班牙和葡萄牙牢牢掌握，来往航行的船只都要被征以重税。为此，英国与荷兰都希望能够开通一条经过西伯利亚海岸到达远东的航线（东北航线）。1553年，英国派出三艘船前往探索东北通道，但只有一艘船到达莫斯科，受到沙皇的盛情款待。之后的30年里，经过另两次失败的尝试后，英国放弃了打通东北航线的希望。与此同时，英国商人马丁·弗洛贝舍开始了西北航线的尝试，并在格陵兰发现了所谓的金矿（后来证明是黄铁矿）。数年之后，英国航海家约翰·戴维斯继续尝试与格陵兰的因纽特人接触，并到达了北纬72°的地方。十七世纪时，捕鲸业的兴起使英国重新掀起探索西北通道的热潮。其中亨利·哈得逊发现了以其命名的哈得逊湾。
十七世纪也是俄罗斯快速扩张的时代。俄罗斯人在和北极居民的毛皮交易中大肆获利。1648年，哥萨克首领德兹涅夫进入北冰洋沿岸收集黑貂皮、熊皮等珍贵毛皮，绕过亚洲的东北角，穿过白令海峡，直下太平洋，第一次证明了欧亚大陆和美洲大陆是由一个海峡分开的，但他的发现没能回到莫斯科。1725年，彼得大帝任命丹麦人维他斯·白令为俄国考察队长，去“确定亚洲和美洲大陆是否连在一起”。在完成任务的过程中，白令跨越了白令海峡，达到了北美洲的西海岸，发现了阿留申群岛和阿拉斯加。
早期的北极探险主要扩张了欧洲人对北极的地理认知，但对于北极的气候没有过多的记录。某些记录中对海冰、温度、天气的描述的确对气候学的研究有所帮助，但系统的科学观测并没有建立。十九世纪以後，有关的气象学、海洋学与地质学记录逐渐增多，但仍旧是非系统的。十九世纪五十年代後，各国都开始了对北极地区的定期气象学观测，其中以英国海军的观测记录最为详尽。从十九世纪下半叶开始，北极地区的气候特征逐渐展现在人类面前。

### 欧洲的早期观测

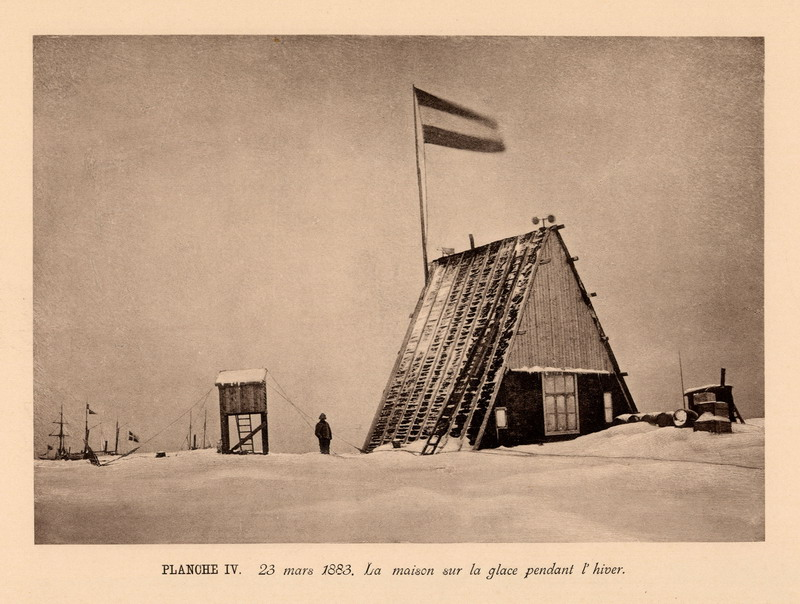
第一次国际极地年活动中建立在喀拉海的一个观测站，1882年冬季摄.

欧洲人首次大规模的对北极进行气象观测，是1882-1883年的国际极地年（International Polar Year, IPY）活动。11个国家提供支持，在北极地区建立了12个科学考察观测站。尽管这对于全面分析北极地区的气候特征来说，无论在数量上还是在持续观测时间上都不足够，但极地年中的观测成果使人们对北极的天气有了一个科学的认知。
1884年，人们在格陵兰岛的海岸发现了3年前废弃在俄罗斯东侧北冰洋岸边的“杰内特号”。挪威探险家弗里乔夫·南森据此推断，海冰是从西伯利亚侧的北冰洋向大西洋侧移动的，也就是北极洋流向西流动的假设。根据这个假设，他提出以漂流的方式向北极点进发的方法，将探险船固定在浮冰上，然后随水流漂流。1893年，他率领“弗瑞姆”号开始了为期3年的航程，期间最远到达了北纬85°55′的地方。在这次探险中，南森采集了大量的气象学观测数据。这次探险对北冰洋的海冰环流情况提供了珍贵的资料。
对北极地区的首次系统的气象学观测出现在二十世纪三十年代。科学家对格陵兰岛冰层进行了系统的探测。这些探测提供了北极地区最为极端的气象资料，并且首次显示出格陵兰岛冰层下的基岩呈凹陷形状（现今研究表明是由于冰层的重量导致地层的凹陷）。
第一次国际极地年的五十周年之际，在1932-1933年，第二次国际极地年活动开展。第二次国际极地年比第一次规模更加庞大，建立了94个气象观测站。然而不久后第二次世界大战爆发，大量观测结果无法发表或被迫延迟发表。二战前的另一次重要的北极气象观测活动是苏联在1937年建立的首个北极漂浮观测站。这个观测站与後来建造的三十余个漂浮观测站一样，都是建立在极厚的大浮冰块上，经历一年的漂流。而观测人员则收集观测站传来的沿途各种气象学与海洋学方面的数据。

### 冷战期间的北极观测

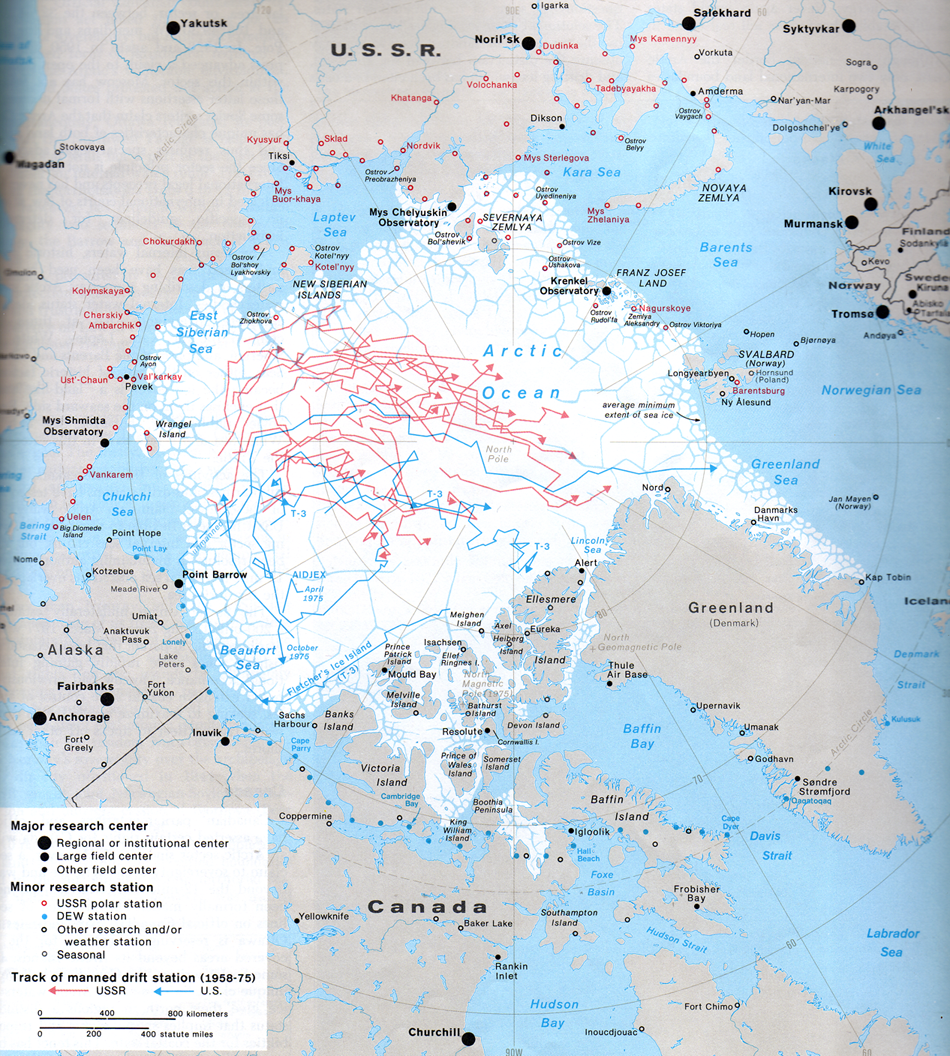
冷战期间的北极观测点

二战过后，美苏冷战开始。处在美洲大陆和俄罗斯大陆之间的北极地区也成为了冷战的前线之一。冷战双方对北极地区的战略争夺也促进了科学界对北极地区的科学探测，加深了人们对北极气候的了解。1947年至1957年间，美国和加拿大在北极地区沿岸建立了一系列观测站，称为“远距离预警线”（Distant Early Warning Line, DEWLINE），以侦测苏联核导弹攻击。
苏联也将北极地区作为战略重点，陆续建造了30个北极漂浮观测站。这些观测站从1950年持续运作到1991年，期间采集的数据对了解北极盆地的气候极有价值。右图展示了二十世纪七十年代中期双方的北极科研设施以及1958年至1975年间各个漂浮观测站的运动轨迹。
冷战期间双方都派遣潜艇对北极地区进行探查。1958年，美国的核动力潜艇“Nautilus号”首次到达北极极点。此后，北约的潜艇都定期在北冰洋海底游曳，使用声纳对海底和冰层进行探查，记录了大量的冰层厚度、广度、形状方面的数据。冷战结束后，这些数据向外界开放。从这些数据中，人们发现北极冰盖的厚度在逐年减小。此外，苏联的破冰船“Arktika号”也曾经在1977年驶到北极点。这是历史上首次有船只从北冰洋表面到达北极点。

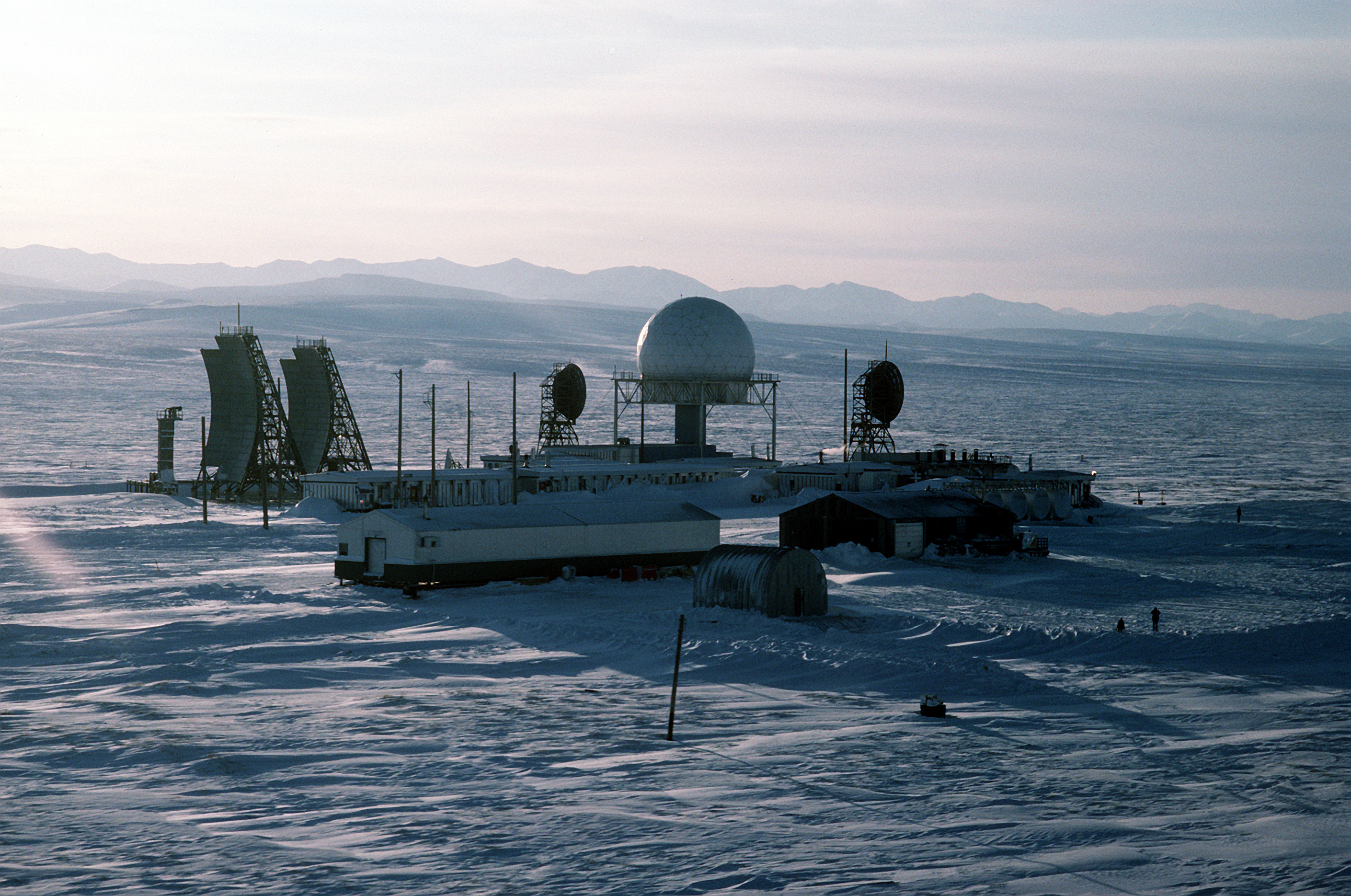
位于美国阿拉斯加州的一个DEWLINE预警线观测站。

冷战期间，民间对北极的科学考察也越来越频繁。其中有部分活动也得到了军方的资助。1966年，格陵兰的世纪营（Camp Century）进行了首次冰岩岩心钻探。取得的冰岩心向人们揭示上一个冰河时期的某些气候信息。二十世纪九十年代，科学家们在靠近格陵兰冰层中心的地方又进行了两次更深的冰岩钻探，取得了更加丰富的信息。1979年启动的北极海洋浮标计划（Arctic Ocean Buoy Program，1991年后改称为国际北极浮标计划）使用20至30个海洋浮标，不间断地采集北极的气象数据和记录浮冰情况。

### 卫星时代的北极观测
1991年，苏联解体，之后的一段时期中，原苏联方面对北极的定期观测受到很大影响。俄罗斯政府结束了北极漂浮观测站的计划，关闭了俄罗斯境内大量的地表观测站。与此同时，由于苏联威胁不再，远距离警戒线计划也不再需要，美国和加拿大政府因而缩减了在北极观测上的花费。结果，近代以来最详尽的地表北极观测资料是1960年至1990年间的一段。
进入卫星时代后，大量的卫星装载的遥感系统在空间轨道上运行，取代了不少地表观测站的功能，不但弥补了冷战结束後地表观测站减少造成的观测缺失，还覆盖了许多以往的地表观测站无法触及的区域。对北极定期的卫星观测形成于二十世纪七十年代，无论在数量还是在质量上都有着快速的发展。卫星观测的主要成果是完整地记录下了自八十年代起北极海冰的覆盖情况。NASA和NSIDC的观测结果都显示，北极冰盖的面积在不断缩小，并且揭示出这个现象和全球变暖之间的联系。这些结果也促使人们对北极施以更多的关注。现今的卫星技术可以不但可以记录北极的云层、积雪和海冰情况，还能够记录下海洋或冰层表面气温、湿度、风力和臭氧浓度。
民间的北极地表科考也在继续。2007到2009年中，随着第三次国际极地年活动开展，环北极国家对北极地区的科考投入也在增加。在两年的活动中，来自超过60个国家的数以千计的科学工作者协作展开了两百多个科考计划，包括物理学、生物学以及社会科学等多个层面。
计算机科学的发展也为现代的北极科学研究起到很大的帮助。随着研究深入，科学家需要引入更多更复杂的变量来进行模拟，用更接近真实的模型取得更优的结果。尽管许多计算机模拟的模型仍旧不完美，但也能够代替无法进行的实际试验，揭示一些气象上的问题。在预测未来的气候变化，或者研究人类的某些活动可能对北极环境带来的影响时，也需要使用计算机模型。还有的计划（ECMWF）是使用计算机模型，依据过去50年来的观测数据来对以往没有观测到的北极地区的气候状况进行估计，近似还原出过往无法观测地区的气候数据。

## 太阳辐射
太阳的热量经过一亿五千万公里的距离，以辐射的形式进入地球的大气层，对地球表面和大气层的热量分布造成了重大影响。太阳的辐射包括肉眼可见的光线以及紫外线、α粒子流等各种无法见到的射线。它们进入地球大气层后，一部分以能量的形式留在大气层中，其余的穿过大气接触到地表，其中一部分被地表吸收，另一部分被地表反射，再次进入大气层。地球的各个地区受太阳辐射的影响都不一样，其中纬度是一个关键的因素。维度越高的地区，平均受到太阳辐射的量就越少。直接的后果就是，高纬度地区的气温整体来说要比低纬度地区更低。
纬度对各个地区接受的太阳辐射之影响还表现在日照时间的长短上。由于地球自转轴和黄道面之间有一定倾角，每年各个时段地球各个维度的地区每天受到太阳照射的时间长度会有变化。这个变化产生了季节的差别，也对各地的温度造成影响。这种影响随着维度增加而逐渐变大。在纬度足够高的地区，每年会有一定时间因为地球自转倾角，无法受太阳照射，而另一段时间中会连续接受太阳照射，产生被称为极昼和极夜的现象。而北极地区就是这样的地区之一。
北极地区纬度都在60度以上，能够接收到的太阳辐射少于中低纬度地区。大部分热量来源于地表接收到的太阳辐射。所以云层遮挡阳光会造成显著的温度变化。而地表的情况也是决定吸收辐射多少的关键因素。白色的积雪或浮冰会大量反射太阳辐射，提升返照率，使地表吸收的热量少于深色的土壤地表。